# 더 큰 첨벙
⟪더 큰 첨벙⟫(A Bigger Splash)은 영국의 미술가 데이비드 호크니가 그린 팝 아트 회화이다. 세로 242.5 센티미터, 가로 243.9 센티미터인 이 작품은 한 현대적 주택 옆의 수영장을 묘사한다. 수영장은 다이빙 보드에서 뛰어내린것이 눈에 보이지 않는 인물에 의해 튀어오른 물보라에 의해 출렁인다. 작품은 호크니가 캘리포니아 대학교 버클리에서 가르치던 1967년 4월부터 6월 사이에 캘리포니아에서 제작되었다. 잭 헤이전(Jack Hazan)이 1974년에 제작한 가공의 전기물인 ⟪비거 스플래시⟫는 호크니와 피터 슐레진저와의 관계에 집중하며, 이 작품에서 제목을 따온 것이다.